# MEISO
Meiso（めいそう、元外人21瞑想）は、日本とハワイを拠点に活動するMC。バイリンガルである（日本語、英語）。
ハワイのフリースタイルクルーDirect Descendentsの一員として名を連ね、ローカルレーベルであるSIQ Recordsから作品を発表している。日本ではMary Joy Recordingsからアルバムを出したほか、Kaigenと組みKaigen21Meisoというグループ名で活動。さらに数々の客演やコンピレーションアルバムに参加している。
バイリンガルラッパー兼同時通訳者としても活躍中であり、2019年日本会議通訳者協会主催同時通訳グランプリにて優勝。「HIPHOP ENGLISH MASTER」（Gakken）を2023年8月にリリース。音楽だけではなくその活動の幅を広げている。

## 来歴

### ハワイでヒップホップを学ぶ
東京都出身。1998年、高校一年の時にハワイのホノルルに移住。そこでハワイのヒップホップ集団REC,,REBELS ESCAPING CHAOS,,と出会い、フリースタイルラップを教えられる。2002年よりRECのKelvin ZeroにフリースタイルクルーDirect Descendentsを紹介され参加する。2003年に12inch Speciesのデビューアルバム「Vinyl Fantasy」に参加したほか、地元アーティストの楽曲に多数参加している。

### B-Boy Park 2003で優勝
2003年、夏休みを利用して日本に一時帰国したMEISO（当時は外人21瞑想）は、代々木公園で開催されたB-Boy Parkの目玉イベントであるMCバトルに飛び入り参加した。KREVA、漢など名だたるMC達が優勝した歴史をもつこのイベントで、彼は初出場にして優勝をおさめた。決勝後には般若、漢、外人21瞑想という錚々たる面子でフリースタイル・パフォーマンスが行われ、B-Boyの間では大きな話題となったと同時に「外人21瞑想」の名前は広く知られるものとなった。

### Shing02の楽曲に参加、その後も様々なコラボレーション
2006年、坂本龍一やShing02らが主導するSTOP ROKKASHOプロジェクトの曲「無知の知 6MCs REVAMP」に参加した。この曲はMEISOのほかにカクマクシャカ、Shing02、Hisomi-TNP、Mouth Peace、Elevenが参加している。青森県六ヶ所村の放射線汚染をテーマにするといった社会性を帯びたこの曲はフリーダウンロードで公開され、注目を集めた。ちなみにこの時期にはすでに「MEISO」に改名されている。

### 国内でファーストアルバムを発売
2007年に、4曲入りのCD「JITENSHA EP」を発売したが日本では流通せず、ハワイからの取り寄せのみの対応だった（現在はiTunes Storeで購入可能）。その後北海道のトラックメイカーMichitaのアルバムに参加するなど徐々に日本での活動を広げ、ついに2009年にファーストアルバム夜の盗賊を発売した。このアルバムには以前コラボレーションしたHisomi-TNPやShing02との共演のほか、地元ハワイのアーティストも多数参加した。2010年にはKaigenとタッグを組みKaigen21Meisoとしてアルバムを出したほか、ハワイ、日本両国で客演やライブなど活動を続けている。

### 通訳者としての活躍
2019年日本会議通訳者協会主催同時通訳グランプリ（社会人部門）にて優勝。その実績を活かし「HIPHOP ENGLISH MASTER」（Gakken）を2023年8月にリリース。

## ディスコグラフィー

### シングル
1. JITENSHA EP(2007/3/1)  
流通は国外からの取り寄せとネット配信のみ。
2. ALIVE EP(2014/1/8)  　 Feat Muzono
3. 外来種～Alien Species～(2015/6/10)  　 Meiso & DJ REiZ
4. Eclipse(2019/11/11)  　 Feat DJ OKAWARI
5. SAKURA(2020/1/2)  　Meiso and SPIN MASTER A-1  　Music Video by Shoto Hachiya
6. RESPIRATION（2020/5/29)  　CRAZY-T & MEISO  　TRACK BY 呼煙魔   　SCRATCH BY YOUNG-G
7. Immigrate Us（2020/8/15)
8. KODOMO KONTENT（2020/9/3)  　Feat Muzono
9. Zipadi Doda（2020/9/30)
10. TO THE MOON AND BACK（2020/11/04)  Prod. LIBRO  　MV Director INCORANGER(jinzai namburg)
11. Hang Loose (2022/7/15)  Feat Auto&mst

### アルバム
1. 夜の盗賊 (2009/12/9) Mary Joy Recordings
2. 音故致新 (2010/1/13) Poetic Dissent
KAIGENとタッグを組んだKaigen21Meisoとしての作品。
3. イテツクアカツキ(2013/4) Mary Joy Recordings
4. Sunshine and Coconut Water(2014/5) Meditative Records
ビートメーカーMuzonoとの作品([Meiso and Muzono]名義)
5. 轆轤 -ROKURO- (2017/1/25) Meditative Records  トラック全編プロデュースはMA$A$HI

### 客演
1. オムニバス「BBOY PARK 2003 SOUND TRACK」 (2003/12/26) キングレコード
  - 11. SATORU /外人二十一瞑想
2. Michita「TWO」(2008/3/26) Libyus Music
  - 2. ソラニシラレヌ Feat.Meiso
  - 5. 雨の根 Feat.Hisomi-TNP,Meiso
3. Creed Chameleon「Siq of Lazy」(2008/10/21) SIQ Records
  - 6. Asian Blade Feat. Meiso, Parlous
4. Michita「Three」 (2009/1/28) Libyus Music
  - 2.クモリナキアメ Feat. Meiso
5. キリコ「DIS IS IT!!」(2010/9/1) 術ノ穴
  - 9. Underground Conversation Feat. Ari1010, Kaigen, Candle, 華乱from北関東スキルズ, Meiso, Hisomi-Tnp, Gebo
6. Chelook「Shift」 (2010/9/1) Hole and Holland Recordings
  - 16.Sayonara Matane Feat. Meiso
7. DJ Oldfashion「THE OLD STRAIGHT TRACK」(2010/9/8) RIVER CITY MUSCI ENTERTAINMENT INC.
  - 2. 開梱 feat. Meiso
8. DJ MOTORA「WIRED」 (2010/12/8) TEAM KEN RECORD
  - 3.SUN DAY feat. Meiso
9. Butta×Sakurai「ANARCHIST」 (2011/2/11) JUICE RECORDS
  - 1.夜明けの晩
10. CANDLE「月見草子」 (2011/3/9) Mary Joy Recordings
  - 6.迷宮組曲 feat. MEISO
11. Nomar Slevik「In The Field Where I Died」 (2011/4/5) Milled Pavement Records
  - 2.Warning Shot (feat. Meiso)
12. DJ Whitesmith「WE ALL VICTIMS」(2011/4/6)  FRAIL RECORDS
  - 11.The Defender feat. なのるなもない, Meiso

### その他
1. DJ A-1「敏腕舞句」(2007/1/6)
  - 4.外人21瞑想
2. 無知の知 6MCs REVAMP /カクマクシャカ,Shing02,Hisomi-TNP,Mouth Peace,Eleven,Meiso (2006)
ネットによる無料配信曲。坂本龍一やShing02らによるSTOP ROKKASHOプロジェクトにあてた曲である。